# Éterville
Éterville ist eine französische Gemeinde mit 1567 Einwohnern (Stand 1. Januar 2022) im Département Calvados in der Region Normandie. Sie gehört zum Arrondissement Caen und zum Kanton Caen-5. Die Einwohner werden als Étervillais bezeichnet.

## Geografie
Die Gemeinde Éterville liegt zwei Kilometer vom linken Ufer der Orne entfernt und etwa acht Kilometer südwestlich des Stadtzentrums von Caen. Zu Éterville gehört der Ortsteil Le Rocroil. Umgeben wird die Gemeinde von Bretteville-sur-Odon im Norden, Louvigny im Nordosten, Fleury-sur-Orne im Osten, Maltot im Süden, Fontaine-Étoupefour im Westen sowie Verson in nordwestlicher Richtung.

## Geschichte
Éterville war 1944 umkämpft. Kurz nach der Landung in der Normandie am D-Day (6. Juni 1944) versuchten die Alliierten, die von Hitler zur „Festung“ erklärte Stadt Caen einzunehmen (Schlacht um Caen). Im Rahmen der Operation Jupiter (10. und 11. Juli) kam es zu Kämpfen bei oder in Éterville. In der Nacht vom 11. zum 12. Juli nahmen Bataillone der 4. Kanadischen Infanterie-Brigade Éterville und Verson ein. In der Nähe von Éterville liegt der damals hart umkämpfte Hügel 112.

## Bevölkerungsentwicklung
| Jahr                              | 1962 | 1968 | 1975 | 1982 | 1990 | 1999 | 2008 | 2018 |
| Einwohner                         | 307  | 319  | 378  | 493  | 766  | 1043 | 1360 | 1615 |
| Quellen: Cassini, EHESS und INSEE |      |      |      |      |      |      |      |      |

## Sehenswürdigkeiten

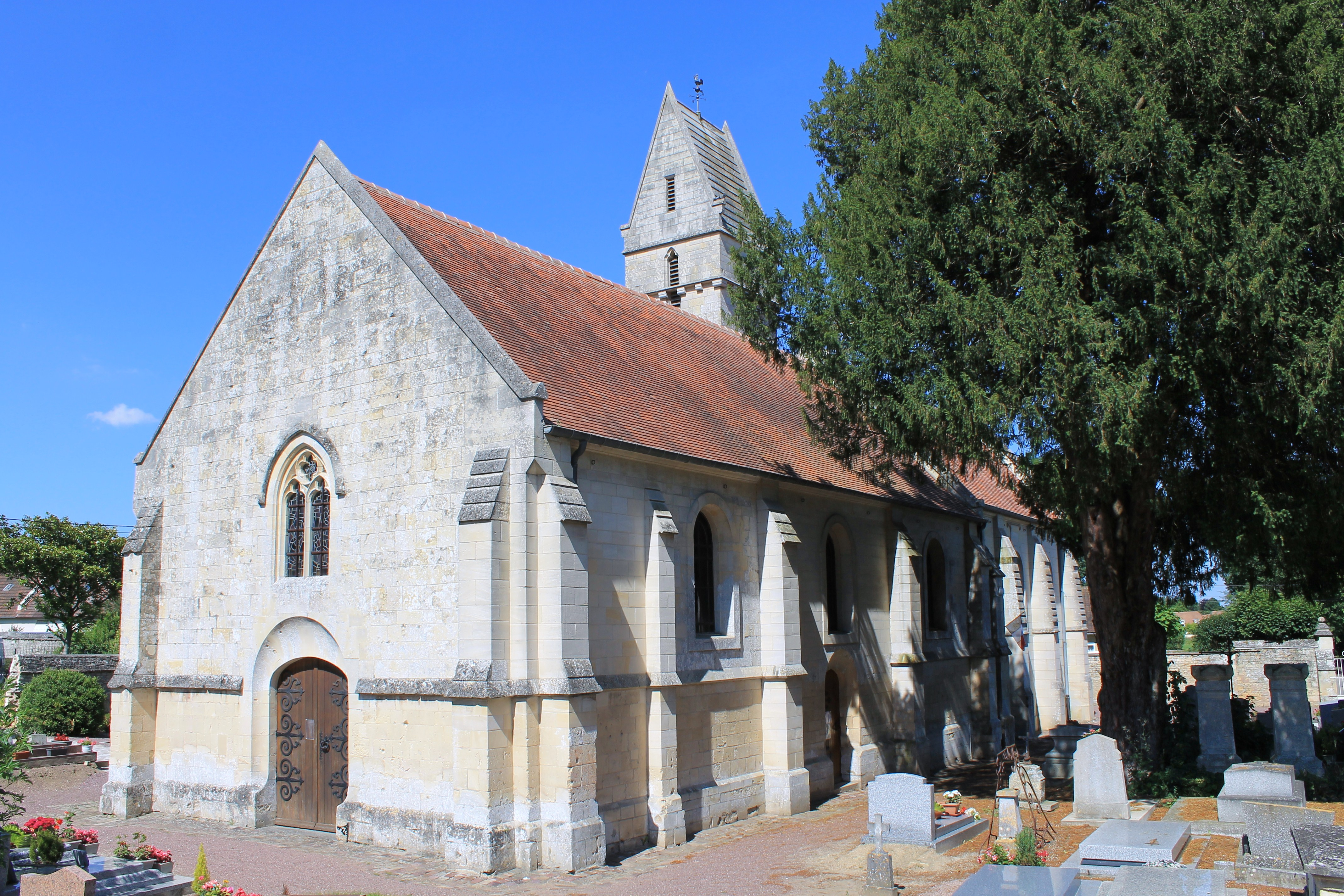
Kirche Saint-Jean-Baptiste

- Kirche Saint-Jean-Baptiste